# Siemens Inspiro
Siemens Inspiro – elektryczny zespół trakcyjny przeznaczony dla metra produkowany przez Siemensa od 2012. Światowa premiera pociągu miała miejsce 19 września 2012 podczas targów InnoTrans w Berlinie. 6 października 2013 w Warszawie rozpoczęto eksploatację pierwszych pojazdów z tej rodziny.

## Historia

### Geneza
W październiku 2009 firma Siemens Mobility rozpoczęła prace nad nową rodziną pociągów metra. Koncern oparł ich konstrukcję na pojazdach dotychczas wyprodukowanych dla Wiednia, Pragi, Oslo i Norymbergi. We wrześniu 2010 projekt platformy pociągów Inspiro został ukończony.

### Realizacja zamówień
- 2 lutego 2011 – podpisanie umowy na dostawę 35 składów 6-wagonowych (210 wagonów) dla metra w Warszawie[2],
- 17 października 2012 – podpisanie umowy na dostawę 58 składów 4-wagonowych (232 wagonów) dla metra w Kuala Lumpur(inne języki)[3],
- 29 lipca 2013 – podpisanie umowy na dostawę 74 składów 2- i 4-wagonowych (238 wagonów) dla metra w Rijadzie[4][5],
- 28 września 2015 – podpisanie umowy na dostawę 20 składów 3-członowych (60 wagonów) dla metra w Sofii[6],
- listopad 2018 – podpisanie umowy na dostawę 94 składów dla metra w Londynie[7],
- styczeń 2019 – podpisanie umowy na dostawę 10 składów 3-członowych (30 wagonów) dla metra w Sofii[8].

#### Warszawa
24 lutego 2012 Siemens zaprezentował w swojej wiedeńskiej fabryce pudło pierwszego wagonu dla warszawskiego metra, a 19 września podczas targów InnoTrans w Berlinie zaprezentowano 3 połączone wagony. W listopadzie pudła pierwszego z pojazdów dostarczono do zakładów Newag w Nowym Sączu. Produkcję i dostawę pociągów zakończono w II połowie 2014.
Warszawskie Inspiro przed dostarczeniem były testowane przez producenta w Wildenrath. W połowie lipca 2013 rozpoczęły się testy pociągów na terenie Stacji Techniczno-Postojowej Kabaty, a później również nocne testy na linii metra. 24 września 2013 składy Inspiro zostały dopuszczone do eksploatacji przez prezesa Urzędu Transportu Kolejowego.
Z 35 zamówionych przez Warszawę pociągów 10 pierwszych zostało całkowicie wyprodukowanych przez Siemensa w jego fabryce w Wiedniu, a pozostałych 25 w zakładzie Newag w Nowym Sączu.

#### Kuala Lumpur
Inspiro dla Kuala Lumpur są produkowane przez dwa zakłady – chiński CSR Putzen z Nankinu dostarcza pudła wagonów, natomiast malezyjski SMH Rail z miejscowości Rasa montuje wyposażenie produkowane przez przedsiębiorstwa regionalne i lokalne.
Pod koniec lipca 2014 SMH Rail wyposażał 4 wagony pierwszego z 58 zamówionych składów.

### Prezentacje

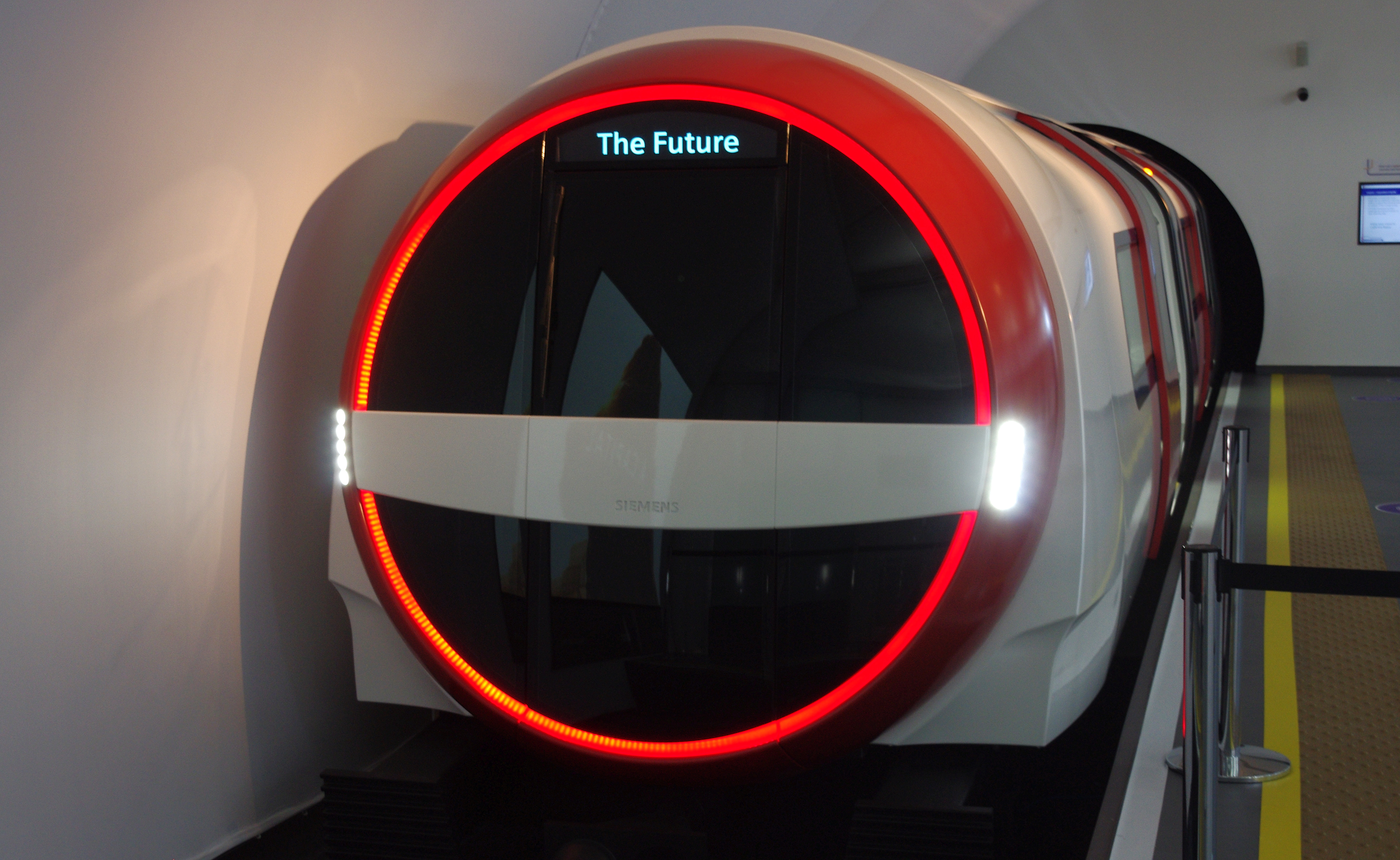
Makieta Inspiro dla Londynu

- 19 września 2012 – prezentacja 3 gotowych wagonów wersji dla Warszawy na targach InnoTrans w Berlinie[10],
- 21 października 2012 – prezentacja makiety wersji dla Londynu[18],
- 12 września 2013 – prezentacja makiety wersji dla Moskwy na targach 1520 w Moskwie[19],
- 19 marca 2014 – prezentacja makiety wersji dla Kuala Lumpur(inne języki)[20].

## Konstrukcja

### Dane techniczne
| Miasto       | Liczba członów | Układ wagonów i osi                                 | Miejsca siedzące | Miejsca stojące | Miejsca ogółem | Wysokość podłogi | Masa służbowa | Długość całkowita | Prędkość maks. i przyspieszenie | Źródła               |
| ------------ | -------------- | --------------------------------------------------- | ---------------- | --------------- | -------------- | ---------------- | ------------- | ----------------- | ------------------------------- | -------------------- |
| Warszawa     | 6              | Mc+T+M+M+T+Mc Bo’Bo'+2'2'+Bo’Bo'+Bo’Bo'+2'2'+Bo’Bo' | 232              | 1268            | 1500           | 1130 mm          | 158,2 t       | 117 766 mm        | 90 km/h 1,2 m/s²                | [ 21 ] [ 22 ] [ 23 ] |
| Kuala Lumpur | 4              | M+T+T+M Bo’Bo'+2'2'+2'2'+Bo’Bo'                     | 174              | 1380            | 1554           | 1100 mm          | 150 t         | 89 560 mm         | 100 km/h 1,0 m/s²               | [ 24 ]               |
| Sofia        | 3              |                                                     |                  |                 |                |                  |               |                   |                                 | [ 6 ]                |

### Charakterystyka rodziny

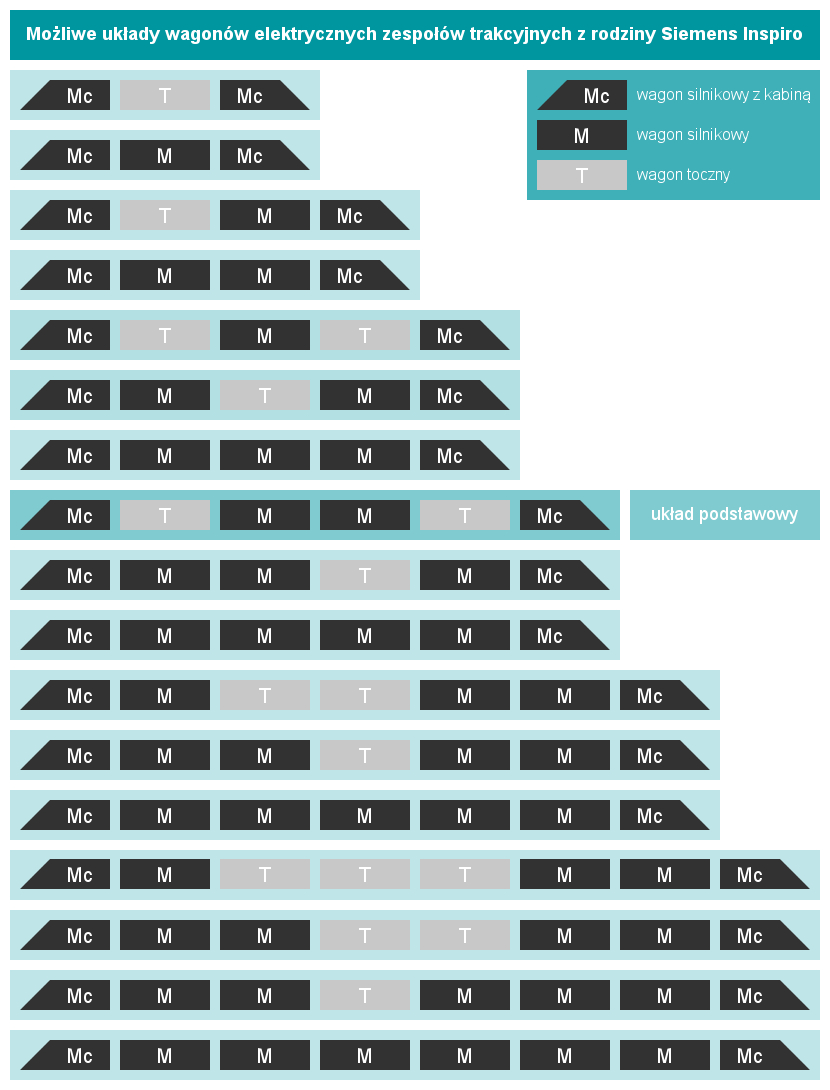
Platforma Inspiro

Pociągi z rodziny Inspiro są pojazdami o budowie modułowej. Mogą posiadać od 3 do 8 wagonów w różnej konfiguracji. Standardowy pojazd posiada 6 wagonów w układzie Mc+T+M+M+T+Mc (Mc to wagon silnikowy z kabiną, M to wagon silnikowy, T to wagon toczny).
Platforma jest przystosowana do zabudowy systemów gromadzenia energii i bezobsługowego prowadzenia pojazdu. Kabina maszynisty może zostać wyposażona w drzwi awaryjne na czole pojazdu, istnieje również możliwość wydłużenia przedziału motorniczego i dodania oddzielnych drzwi dla obsługi pociągu. Możliwe jest przystosowanie składów Inspiro do eksploatacji w bardzo niskich temperaturach i do długotrwałego działania piasku.
Wnętrze pojazdów jest jednoprzestrzenne, co umożliwia podróżnym przejście z jednego końca składu na drugi. Pudło wagonu wykonane jest całkowicie z aluminium co sprawia, że pociągi są lżejsze o kilkanaście ton względem innych podobnych pojazdów.

### Wersja dla Warszawy
Dzięki zastosowaniu elektronicznego systemu diagnostycznego pociągi Inspiro mogą przechodzić przeglądy co 2 miesiące (dla porównania składy Alstom Metropolis muszą je przechodzić co 14 dni, a wagony serii 81 codziennie). Większość elementów może być poddana recyklingowi.

#### Nadwozie
Warszawskie zespoły Inspiro składają się z 6 wagonów. Sprzęg pomiędzy wagonem trzecim i czwartym to sprzęg półautomatyczny umożliwiający szybkie rozłączenie pociągu na dwie trójwagonowe części, natomiast połączenia pozostałych wagonów stanowią sprzęgi półsztywne. Automatyczne sprzęgi czołowe zapewniają połączenie mechaniczne i pneumatyczne oraz umożliwiają połączenie pojazdów ze składami innych serii i taborem technicznym.

#### Drzwi
Każdy wagon posiada po obydwu stronach cztery pary napędzanych elektrycznie, rozsuwanych na boki, dwuskrzydłowych drzwi pasażerskich o świetle 1400×1950 mm. Ich ramy zostały wykonane z aluminium, a w nich umieszczono szyby, które przy zamkniętych drzwiach tworzą charakterystyczny ośmiokąt. Drzwi wyposażone zostały także w czułe na dotyk krawędzie oraz funkcję ciepłego guzika. W pierwszych i ostatnich drzwiach każdego składu znajdują się wysuwane rampy dla osób poruszających się na wózkach inwalidzkich.
Do kabiny maszynisty można wejść przez osobne drzwi boczne bądź przez drzwi umieszczone w ścianie dzielącej kabinę od przedziału pasażerskiego.
Każdy wagon końcowy wyposażono w drzwi ewakuacyjne znajdujące się w kabinie w osi pojazdu. Są one podzielone na część górną i dolną, które otwierają się przez obrót odpowiednio do góry i w dół. Ponadto dolna część drzwi jest przystosowana do zamontowania na niej rozkładanej drabinki stanowiącej wyposażenie kabiny oraz pokryta powierzchnią antypoślizgową.

#### Przedział pasażerski

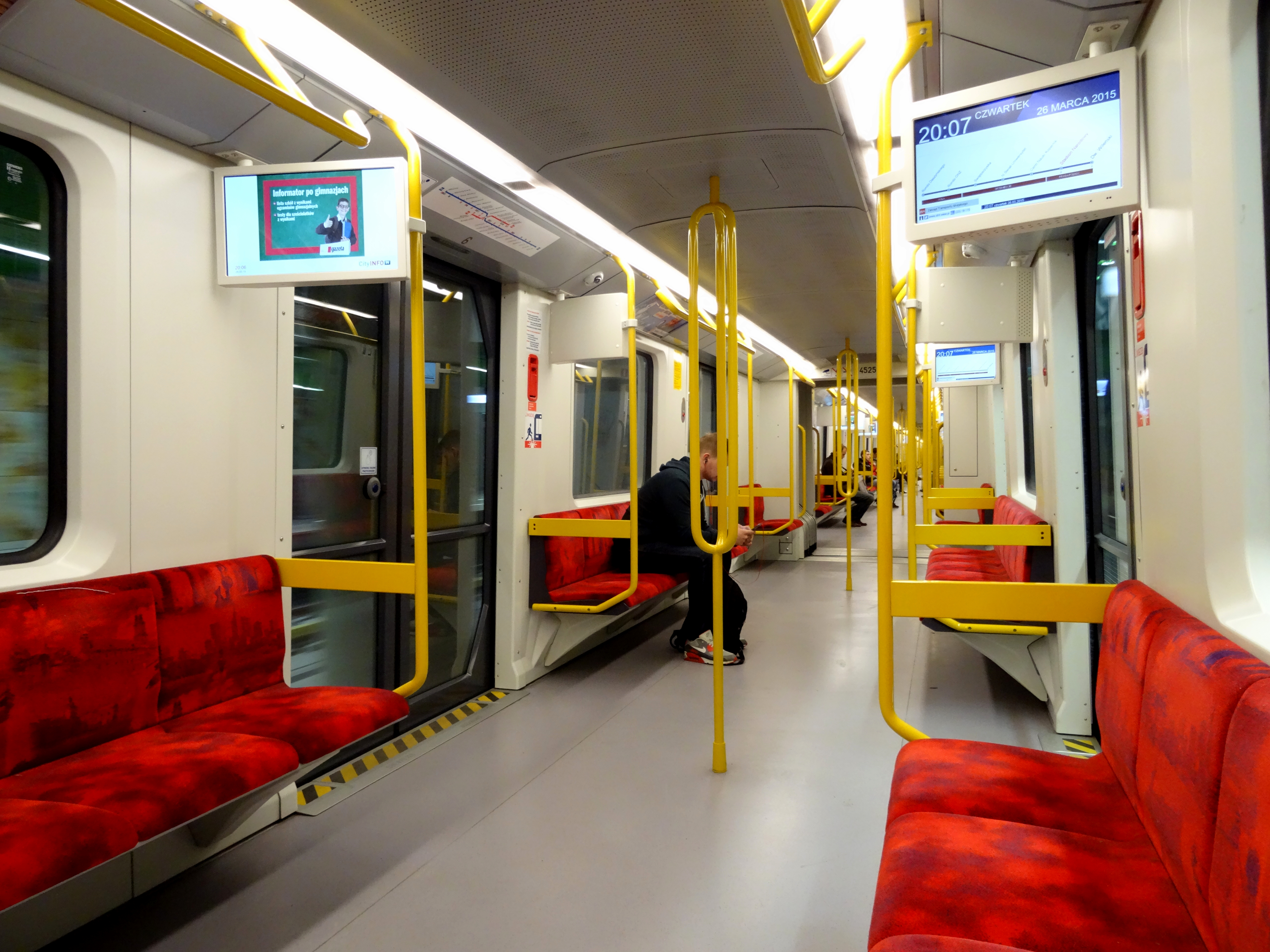
Wnętrze pociągu

Zastosowano wzdłużny układ siedzeń. Nieopodal pierwszych i ostatnich drzwi wejściowych pociągu znajdują się miejsca dla wózków inwalidzkich.
Podłoga znajduje się na wysokości 1130 mm ponad główką szyny, natomiast sufit wznosi się na wysokość 2100 mm ponad podłogę. Pomiędzy wagonami znajdują się przechodnie przeguby o szerokości 1500 mm i wysokości 1950 mm.
W osi pociągu zamontowano poręcze pionowe, natomiast po bokach nad miejscami do siedzenia ulokowano poręcze poziome. Dodatkowo na poziomych poręczach przy ścianach umiejscowiono miękkie podpórki dla pasażerów stojących.
We wnętrzu zamontowano audiowizualny system informacji pasażerskiej. W jego skład wchodzi 6 monitorów LCD w każdym z wagonów pociągu. Składy posiadają również monitoring w postaci 4 kamer w każdym wagonie.
System wentylacji przedziału składa się z dwóch modułów wentylacyjnych, które umieszczono na dachu na obu krańcach każdego wagonu. Powietrze nawiewne rozprowadzane jest kanałami zabudowanymi w stropie części pasażerskiej.

#### Kabina maszynisty

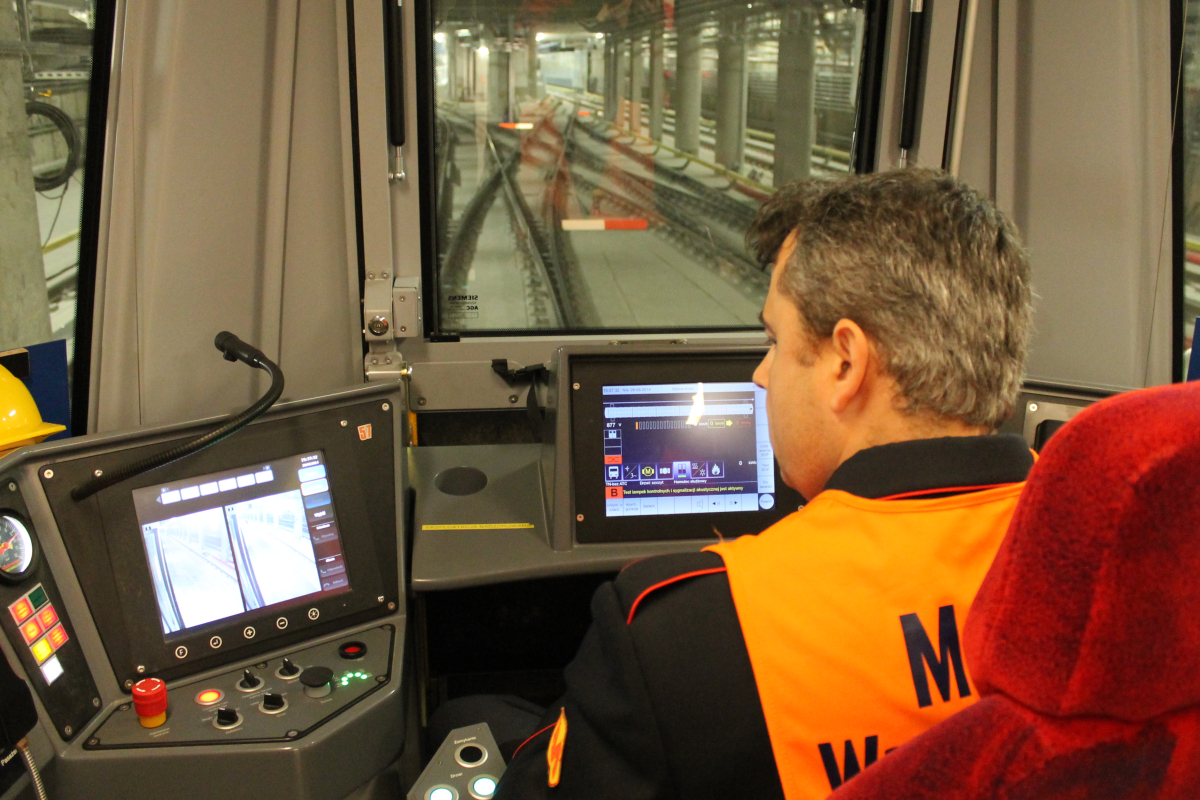
Kabina warszawskiego Inspiro

Kabiny posiadają wyświetlacze pokazujące obraz z kamer zewnętrznych, dane na temat składu, wykonywanych czynności i informacje systemu diagnostycznego.
Kabiny maszynisty wyposażono w kompaktowy agregat klimatyzacyjny umieszczony na dachu nad kabiną, a także w ogrzewanie i nawiew powietrza zintegrowany w jeden system z klimatyzatorem.

#### Podwozie i napęd

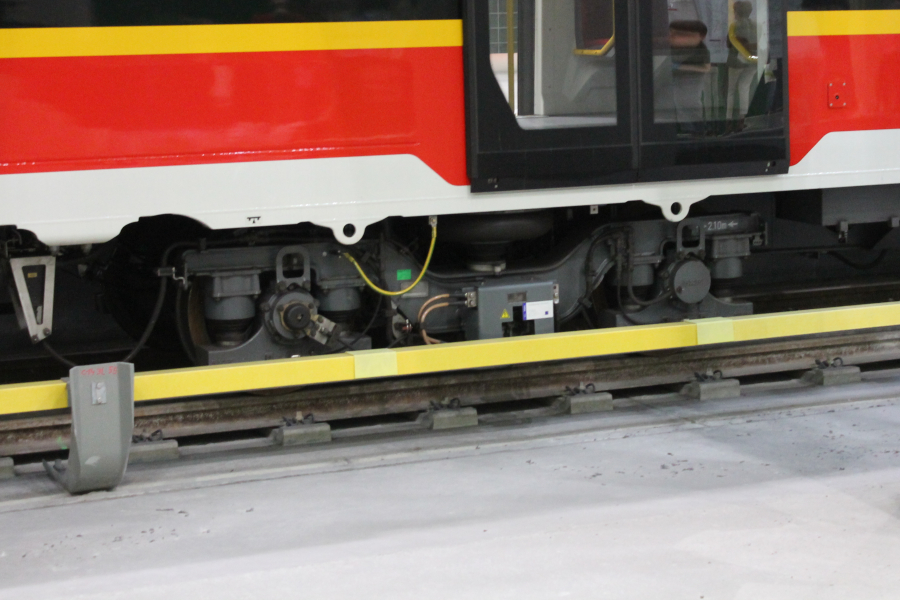
Wózek napędny

Każdy wagon oparty jest na dwóch dwuosiowych wózkach. Są one przystosowane do prędkości 90 km/h i rozstawu szyn 1435 mm oraz charakteryzują się naciskiem na każdą oś wynoszącym 13 t. Wózki wykonano ze stali niskostopowej o dużej wytrzymałości oraz wyposażono w dwustopniowe usprężynowanie. I stopień zawieszenia stanowią sprężyny metalowo-gumowe, natomiast II stopień składa się ze sprężyn powietrznych. Każda oś posiada hamulec tarczowy i kompaktowy hamulec zaciskowy. Funkcję hamulca postojowego pełni natomiast hamulec sprężynowy.
Wózki napędne są wyposażone w dwa odbieraki prądu (po jednym z każdej strony) i dwa silniki asynchroniczne typu 1TB2006-0GA02. Każdy z nich posiada moc znamionową 140 kW i jest zasilany za pomocą falownika, który na prąd przemienny przetwarza prąd stały o napięciu 750 V pobierany z trzeciej szyny. Przeniesienie napędu realizowane jest za pomocą dwustopniowych przekładni zębatych.
Każdy pociąg wyposażony jest w dwie przetwornice, które napięciem 110 V DC zasilają układy sterowania, oświetlenia oraz klimatyzacji kabiny i części pasażerskiej, napięciem 230 V AC 50 Hz zasilają wszystkie gniazdka elektryczne w składzie, a napięciem 3×400 V AC 50 Hz urządzenia dodatkowe, takie jak wentylatory czy silniki sprężarek. W przypadku awarii jednej z przetwornic wybrane komponenty są wyłączane przez specjalny system sterujący zasilaniem.

#### Cykl przeglądowo-naprawczy
| Poziom utrzymania | Przebieg     | Czas odpowiadający przebiegowi | Źródła        |
| ----------------- | ------------ | ------------------------------ | ------------- |
| P1 (PK)           | 33 000 km    | 2 miesiące                     | [ 21 ] [ 31 ] |
| P2 (PO)           | 100 000 km   | 6 miesięcy                     | [ 21 ] [ 31 ] |
| P3 (PD)           | 200 000 km   | 1 rok                          | [ 21 ] [ 31 ] |
| P4.1 (R1)         | 400 000 km   | 2 lata                         | [ 21 ] [ 31 ] |
| P4.2 (R2)         | 800 000 km   | 4 lata                         | [ 21 ] [ 31 ] |
| P4.3 (R3)         | 1 600 000 km | 8 lat                          | [ 21 ] [ 31 ] |
| P5 (G)            | 3 200 000 km | 16 lat                         | [ 21 ] [ 31 ] |

### Wersja dla Rijadu
Kształt i wystrój pociągów dla Rijadu został zaprojektowany przez agencję Avant Premiere, która opracowała projekt, który został wykorzystany również przez innych dostawców pociągów metra dla Rijadu – Alstoma i Bombardiera. Składy posiadają 3 klasy: pierwszą (złotą), rodzinną (srebrną) i pojedynczą, co jest rozwiązaniem typowym dla krajów arabskich.

## Eksploatacja
| Państwo          | Miejsce      | System               | Liczba wagonów | Liczba i długość składów                        | Lata dostaw | Lata eksploatacji | Źródła                    |
| ---------------- | ------------ | -------------------- | -------------- | ----------------------------------------------- | ----------- | ----------------- | ------------------------- |
| Polska           | Warszawa     | Metro w Warszawie    | 210            | 35 składów 6-wagonowych                         | 2012-2014   | od 2013           | [ 16 ] [ 12 ]             |
| Malezja          | Kuala Lumpur | Metro w Kuala Lumpur | 232            | 58 składów 4-wagonowych                         | 2014-?      | od 2017           | [ 3 ] [ 17 ] [ 33 ]       |
| Bułgaria         | Sofia        | Metro w Sofii        | 90             | 30 składów 3-wagonowych                         | 2018-2021   |                   | [ 6 ] [ 8 ] [ 34 ] [ 35 ] |
| Arabia Saudyjska | Rijad        | Metro w Rijadzie     | 238            | 29 składów 2-wagonowych 45 składów 4-wagonowych | 2017-2018   |                   | [ 4 ]                     |
| Wielka Brytania  | Londyn       | Metro w Londynie     |                | 94 składy                                       | od 2023     |                   | [ 7 ]                     |

### Warszawa

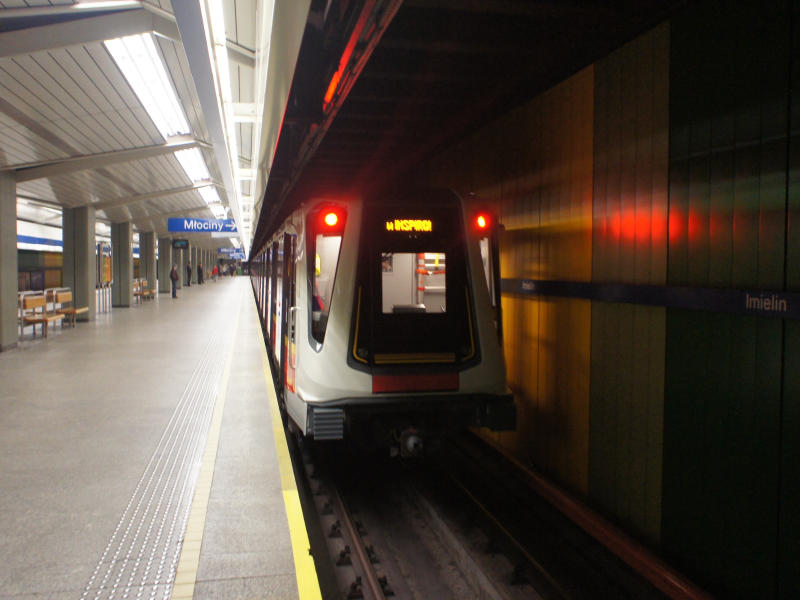
Odjazd Inspiro ze stacji Imielin podczas inauguracyjnego przejazdu

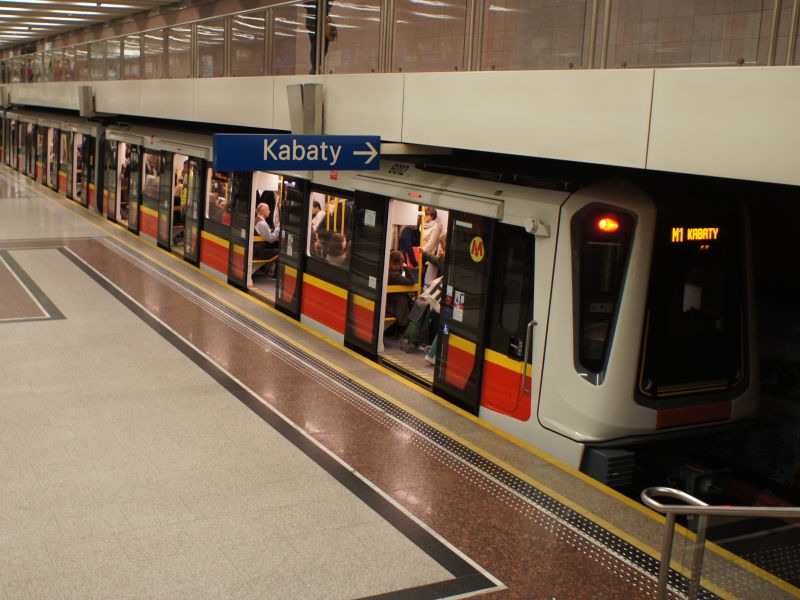
Pociąg nr 52 na stacji Wilanowska

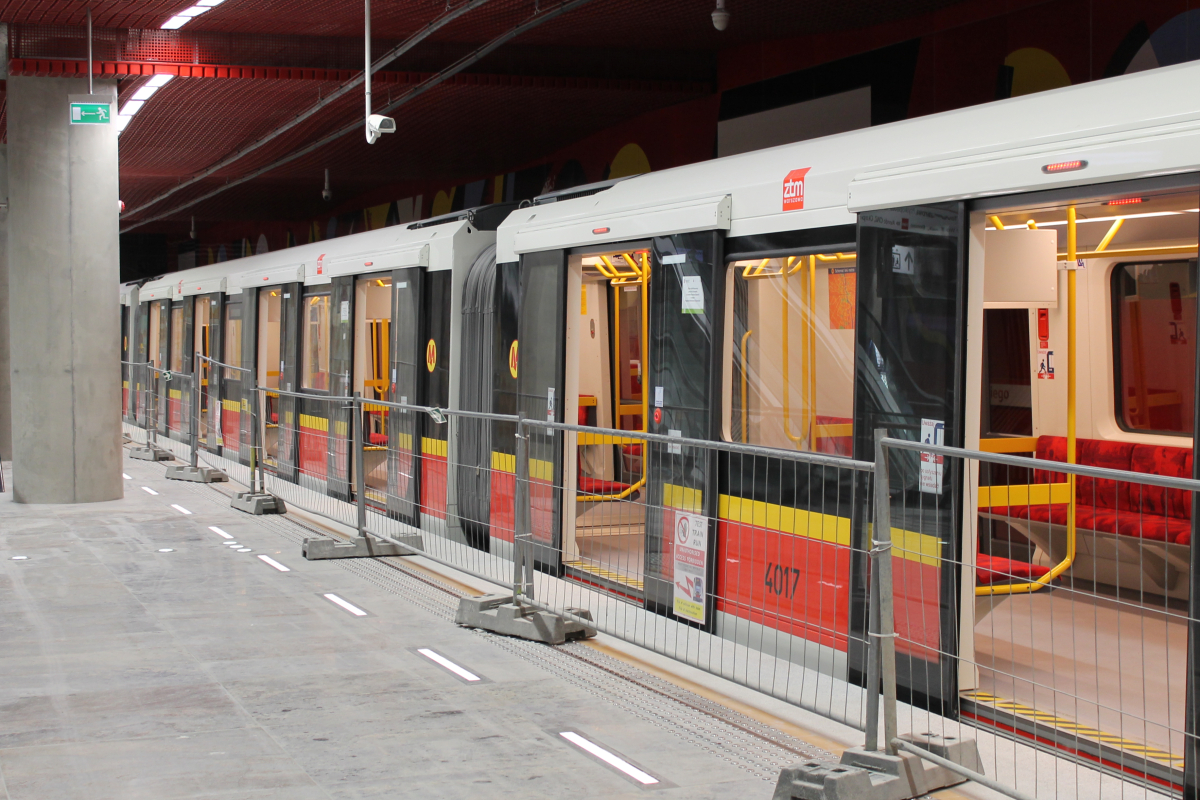
Inspiro nr 57 na stacji Rondo Daszyńskiego

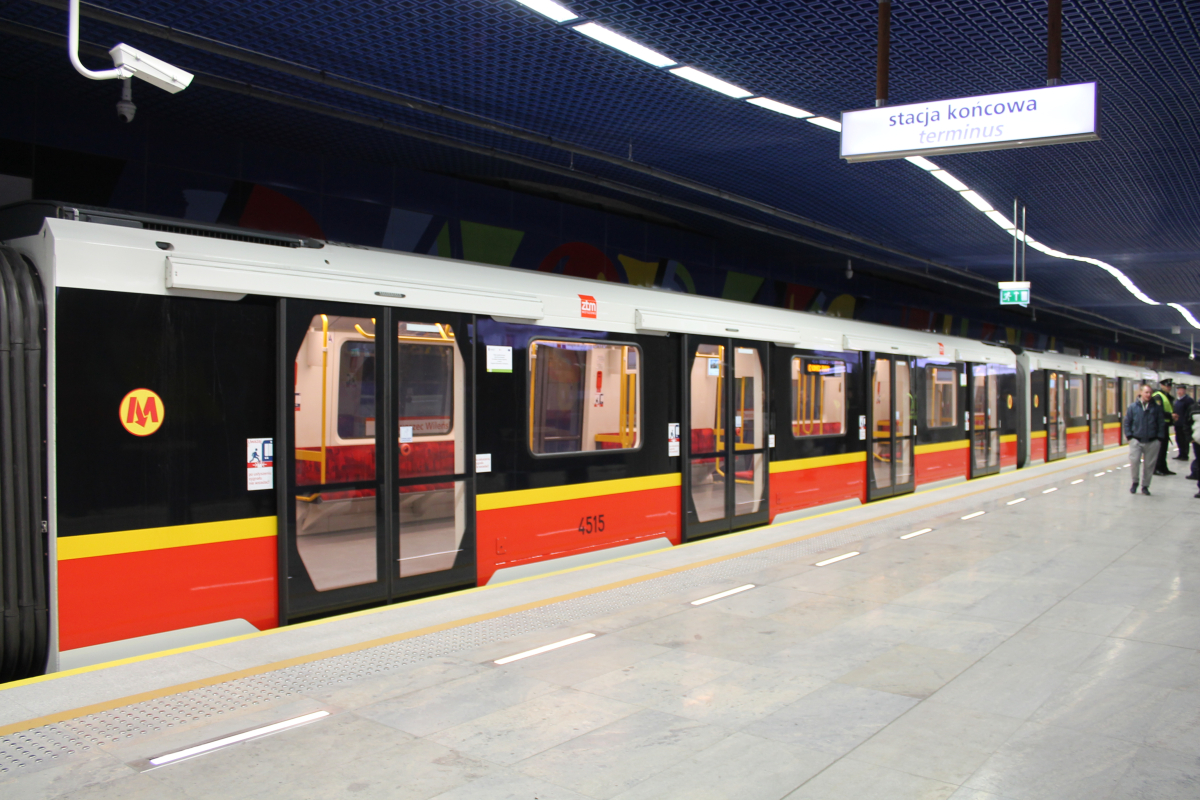
Inspiro na stacji Dworzec Wileński w dniu otwarcia linii M2

2 lutego 2011 podpisano umowę na dostawę 210 wagonów (35 składów 6-wagonowych) dla metra w Warszawie. Kontrakt posiadał opcję zwiększenia zamówienia o kolejnych 17 pociągów w ciągu trzech lat od podpisania umowy, ale nie skorzystano z tej możliwości. W ramach umowy został zakupiony również symulator Inspiro na potrzeby szkoleń maszynistów.
21 grudnia 2012 dostarczono pierwszy skład do Stacji Techniczno-Postojowej Kabaty, gdzie 12 stycznia 2013 odbyła się prezentacja tego pociągu. 30 kwietnia 2013 do Warszawy dotarł pierwszy z zespołów montowanych w zakładach Newag w Nowym Sączu. Ostatni zamówiony egzemplarz został dostarczony 27 października 2014.
Pojazdy były dostarczane do Warszawy z Nowego Sącza przez PKP Cargo, a z austriackich zakładów Siemensa przez Rail Cargo Austria, ČD Cargo i PKP Cargo.
20 składów obsługuje linię M2, zaś pozostałych 15 wzmocniło linię M1.

#### Linia M1
6 października 2013 włączono do eksploatacji dwa pierwsze pojazdy Inspiro. 21 października 2013 kursy na linii M1 rozpoczął trzeci skład.
17 listopada 2013 przed stacją Politechnika od strony Centrum doszło do pożaru pociągu numer 52. Po tym incydencie wszystkie stołeczne pojazdy Inspiro zostały wycofane z ruchu, a dostawy kolejnych wstrzymano do wyjaśnienia sprawy. W lutym 2014 komisja powypadkowa oświadczyła, iż przyczyną zdarzenia było odkręcenie się ślizgu odbieraka prądu, w wyniku czego doszło do zwarcia i łuku elektrycznego oraz zadymienia wewnątrz pociągu. Producentowi polecono poprawienie mocowania odbieraka oraz zamontowanie wykrywaczy zadymienia w składach. W marcu 2014 trwały testy pojazdów po zmianie konstrukcyjnej odbieraków prądu, a 22 marca 2014 do eksploatacji powrócił pociąg numer 52. 31 marca 2014 Metro Warszawskie wznowiło odbiory nowych składów od producenta, a następnego dnia w ruchu było już 7 Inspiro.
W kwietniu 2014, dzięki dostawom pociągów, rozpoczęto tymczasowe odstawianie rosyjskich składów serii 81. W połowie kwietnia 2014 na terenie STP Kabaty znajdowało się 18 Inspiro, a w połowie maja było ich 22, z czego 13 w ruchu. Na początku czerwca do ruchu było dopuszczonych 19 pociągów, a 20. o numerze 60 był w trakcie odbioru.
W połowie lipca 2014 dopuszczenie do eksploatacji posiadały 23 składy Inspiro. Ostatnią sztukę do eksploatacji przekazano 8 maja 2015 i był to pierwszy pojazd nr 41, który dotychczas pełnił rolę pociągu szkoleniowego.

#### Linia M2
W nocy z 25 na 26 czerwca 2014 jazdy próbne na odcinku II linii metra między stacjami Rondo Daszyńskiego i Rondo ONZ rozpoczął pociąg Inspiro nr 57, natomiast w drugiej połowie września 2014 rozpoczęto jazdy próbne składów Siemensa na całym budowanym centralnym odcinku II linii. 28 września pociąg numer 57 przewiózł władze i media od Ronda Daszyńskiego do Dworca Wileńskiego, a 14 listopada na tej samej trasie miał miejsce przejazd z udziałem prezydent Warszawy Hanny Gronkiewicz-Waltz i premier Polski Ewy Kopacz. 12 grudnia 2014 rozpoczęto testy w warunkach zbliżonych do normalnej eksploatacji, natomiast od 28 lutego do 5 marca 2015 trwały testy systemu sterowania ruchem i ograniczania prędkości.
8 marca 2015 rozpoczęto eksploatację pociągów na warszawskiej linii M2.

#### Problem nadmiernego zużywania kół
W czerwcu 2015 Metro Warszawskie zgłosiło konsorcjum Siemensa i Newagu problem nadmiernego zużywania się kół składów Inspiro. Przewoźnik uznał to za wadę systemową i tym samym zażądał jej usunięcia w ramach gwarancji, która wygasła w październiku 2016 po trzech latach od wprowadzenia pociągów do eksploatacji. 3 czerwca producent uznał, że usterka nie jest objęta gwarancją i zalecił wymianę zużytych elementów. W związku z tym producent wystąpił do sądu o dowód w postaci opinii biegłego na temat stanu infrastruktury II linii metra. 25 września sąd przyjął opinię biegłego i oddalił wnioski metra. W swojej opinii biegły wskazał na niedostateczną liczbę i rozmieszczenie smarownic oraz ich nieprawidłowe działanie, a także zwrócił uwagę na konstrukcję toru niezgodną z normami.
By nie utracić gwarancji na cały pojazd i nie musieć certyfikować całego składu z zastosowanymi zamiennikami oryginalnych części, a także ze względu na trwający spór sądowy, 7 sierpnia metro rozpoczęło z Siemensem negocjacje umowy na dostarczenie i wymianę kół zespołów Inspiro. Zamówienie obejmuje 400 kół monoblokowych, 20 osi do wózków tocznych i 40 osi do wózków napędnych. Ich dostawy rozpoczną się w ciągu 7,5 miesiąca od podpisania umowy. Siemens za wykonanie tego zamówienia zaproponował kwotę 6,3 mln zł, która zostanie pokryta ze środków producenta znajdujących się w formie gwarancji na koncie Metra Warszawskiego.
Na początku grudnia 2015 Metro Warszawskie i Siemens zawarły porozumienie. Producent zobowiązał się podjąć działania zmierzające do wymiany kół w ośmiu pociągach, natomiast źródło płatności zostanie ustalone na podstawie wyników raportu wspólnego zespołu ekspertów. 20 października 2017 strony zawarły ostateczne porozumienie dotyczące rozliczenia kontraktu, w ramach którego ustalono również, że producent na swój koszt wymieni koła w dwóch składach, a ponadto dostarczy dla sześciu pociągów 300 kół i 34 osie.

### Kuala Lumpur

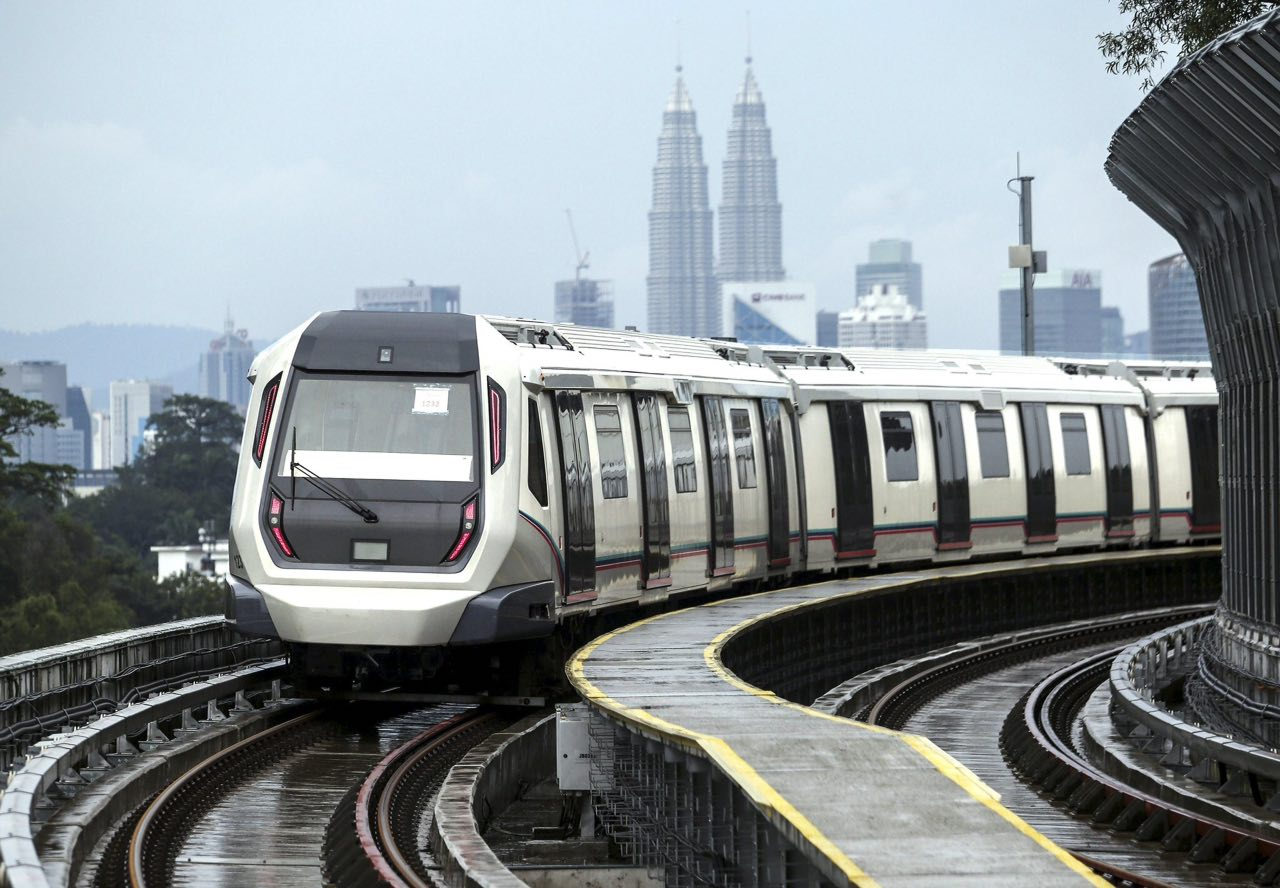
Malezyjskie Inspiro

W październiku 2012 podpisano umowę na dostawę 232 wagonów (58 składów 4-wagonowych) dla metra w Kuala Lumpur. Pociągi zostały wyprodukowane we współpracy z lokalnymi partnerami w Chinach i Malezji. Kontrakt poza dostawą taboru objął budowę 2 zajezdni.
Pojazdy zostały skierowany na nową linię metra, łączącą Sungai Buloh i Kajang z centrum Kuala Lumpur, która została oddana do użytku 17 lipca 2017.

### Sofia

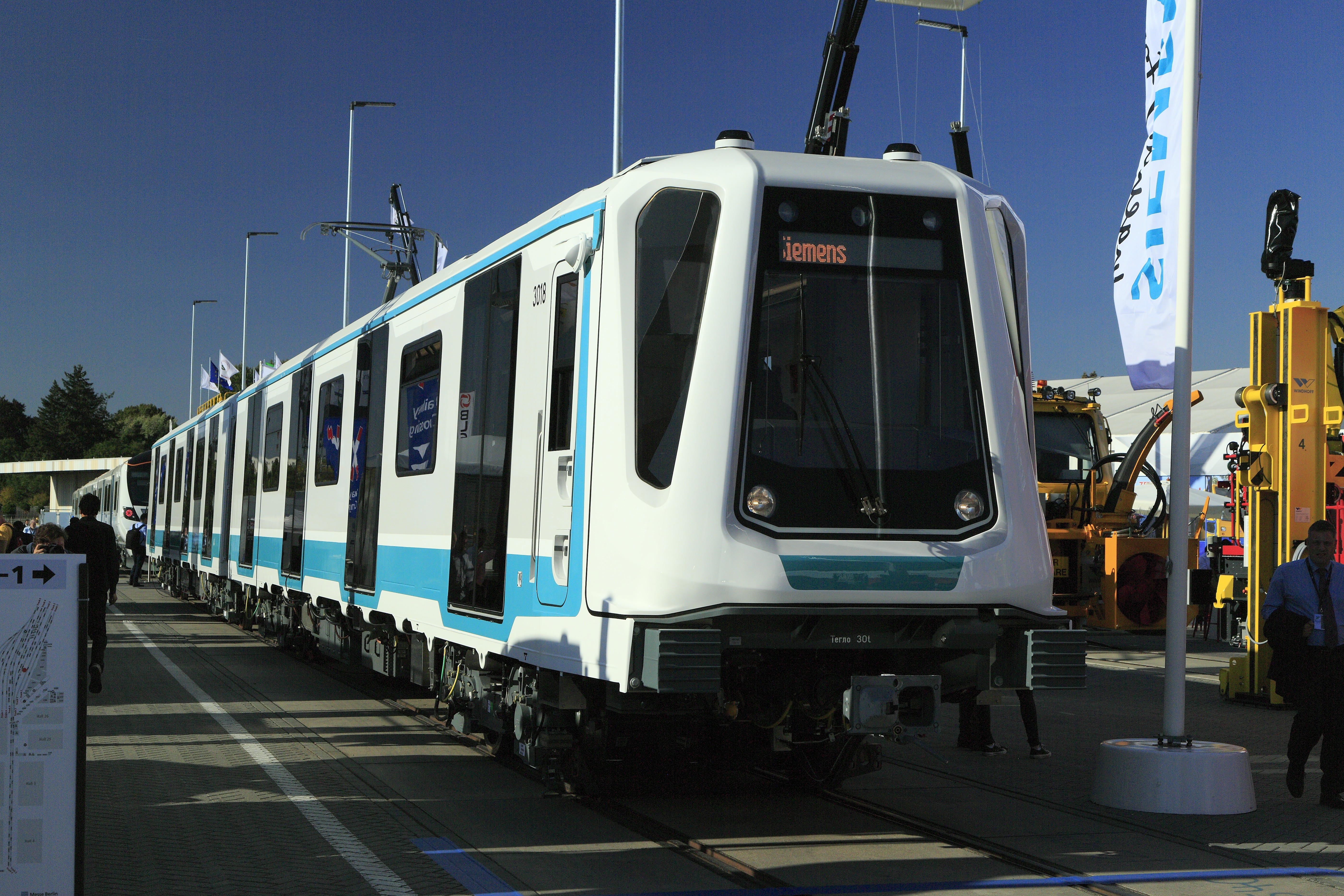
Inspiro dla Sofii

28 września 2015 spółka Metropolitan będąca operatorem metra w Sofii zawarła z konsorcjum firm Siemens AG/Siemens EOOD/Newag umowę na dostawę 20 sztuk 3-członowych pociągów Inspiro (wraz z prawem opcji na kolejne 20 składów) oraz systemu kontroli ruchu. Umowa, w związku z zabezpieczeniem finansowania, weszła w życie w lutym 2016.
15 listopada w fabryce Newagu w Nowym Sączu odbyła się prezentacja pierwszej jednostki, a pod koniec listopada została ona przetransportowana do Centrum Testowego firmy Siemens w Wegberg-Wildenrath. 25 czerwca 2018 pierwszy skład metra wyjechał do Sofii, gdzie miał dotrzeć 2 lipca. 17 stycznia 2019 poinformowano, iż zamawiający skorzystał z prawa opcji i powiększył zamówienie o kolejnych 10 składów. W połowie maja 2019 do Bułgarii wysłany zostały ostatni (dwudziesty) egzemplarz z zamówienia podstawowego. 20 kwietnia 2021 gotowy był ostatni skład z zamówienia dodatkowego. Składy skierowane zostały do uruchomionej w sierpniu 2020 trzeciej linii.

### Londyn
W listopadzie 2018 londyńskie metro zamówiło 94 składy do obsługi linii Piccadilly. W grudniu 2023 pierwszy zbudowany skład znajdował się w Centrum Testów i Walidacji w Wegberg-Wildenrath w Niemczech, gdzie odbywał testy.

## Nagrody i wyróżnienia
- 2013 – nagroda Ecodesign przyznana przez Federalne Ministerstwo Środowiska i Federalny Urząd ds. Innowacji Republiki Federalnej Niemiec[71]